# سميح العبد
سميح حسين عبد كرارة فلسطيني شغل منصب وزير وزارة الأشغال العامة والإسكان الفلسطينية ضمن حكومة إسماعيل هنية الثانية.